# Kloster St. Märgen
Das Kloster St. Märgen ist ein ehemaliges Augustiner-Chorherrenstift in St. Märgen im Schwarzwald, das um 1118 unter der Bezeichnung Cella Sanctae Mariae gegründet wurde. Die deutsche Form des Namens, „Maria-Zell“, wandelte sich im Lauf der Jahrhunderte über Marienzell, Sante Merien und St. Mergen zum heutigen Kloster- und Ortsnamen St. Märgen. Die barocke Klosterkirche Mariä Himmelfahrt ist heute katholische Pfarrkirche von St. Märgen und eine der bedeutendsten Marien-Wallfahrtskirchen des Erzbistums Freiburg. Im Nordostflügels des Klosters befindet sich das Klostermuseum, dass mit einer Dauer- sowie wechselnden Sonderausstellungen einen facettenreichen Überblick über das kulturelle Leben sowie die reichhaltige Historie des Ortes bietet.
Die Geschichte des Klosters haben besonders der Kirchenhistoriker Wolfgang Müller (1905–1983), der Priester und Kunsthistoriker Manfred Hermann, die Lehrerin und Historikerin Elisabeth Irtenkauf (* 1931 in Rottweil) und der St. Märgener Mesner und Heimatforscher Klaus Hog (* 1966 in Freiburg im Breisgau) erforscht.
Fünfmal wurde das Kloster durch Feuer zerstört, das erste Mal 1284 oder kurz davor, zuletzt 1907. Fünfmal wurde es wiederhergestellt oder neu aufgebaut.
In der Kunstgeschichte hat es einen besonderen Rang, weil ein der bedeutender Bildschnitzer des Rokoko in Süddeutschland, Matthias Faller, zeitweise hier wohnte und arbeitete.

## Klostergeschichte

### Gründung
Das Gründungsjahr des Klosters ist unbekannt. Eine Urkunde von 1121, in der Grenzstreitigkeiten zwischen St. Märgen und dem Kloster St. Peter auf dem Schwarzwald beigelegt werden, gibt einen terminus ante quem. Gründer war der Straßburger Domherr Bruno von Haigerloch-Wiesneck († zwischen 1126 und 1128), späterer Kanzler Kaiser Heinrichs V. Er unterschrieb neben dem Vogt von St. Peter Berthold III. von Zähringen und dem Konstanzer Bischof Ulrich I. von Kyburg-Dillingen die 1121er Urkunde. Damals muss St. Märgen schon einige Jahre bestanden haben. Mit seiner 850-Jahr-Feier 1968 griff der Ort die Annahme einer Gründung 1118 auf. Neben geistlichen standen hinter der Gründung politische Motive, insbesondere der Wettbewerb der Haigerloch-Wiesnecker und der Herzöge von Zähringen um die Vorherrschaft im Breisgau und Schwarzwald. Die Haigerloch-Wiesnecker waren um 1110 Vögte der St. Galler Güter im Zartener Becken und besaßen die Burg Wiesneck auf einer Anhöhe zwischen dem Wagensteigtal und dem Unteribental. St. Märgen im Quellbereich des Wagensteigbachs und des Ibenbachs half die wichtige Schwarzwaldquerung vom Zartener Becken durch die Wagensteige sichern. Die Zähringer verlegten 1093 ihr Hauskloster von Weilheim unter Teck nach St. Peter auf dem Schwarzwald und zerstörten 1121 die Burg Wiesneck; sie wurde bald wieder aufgebaut.

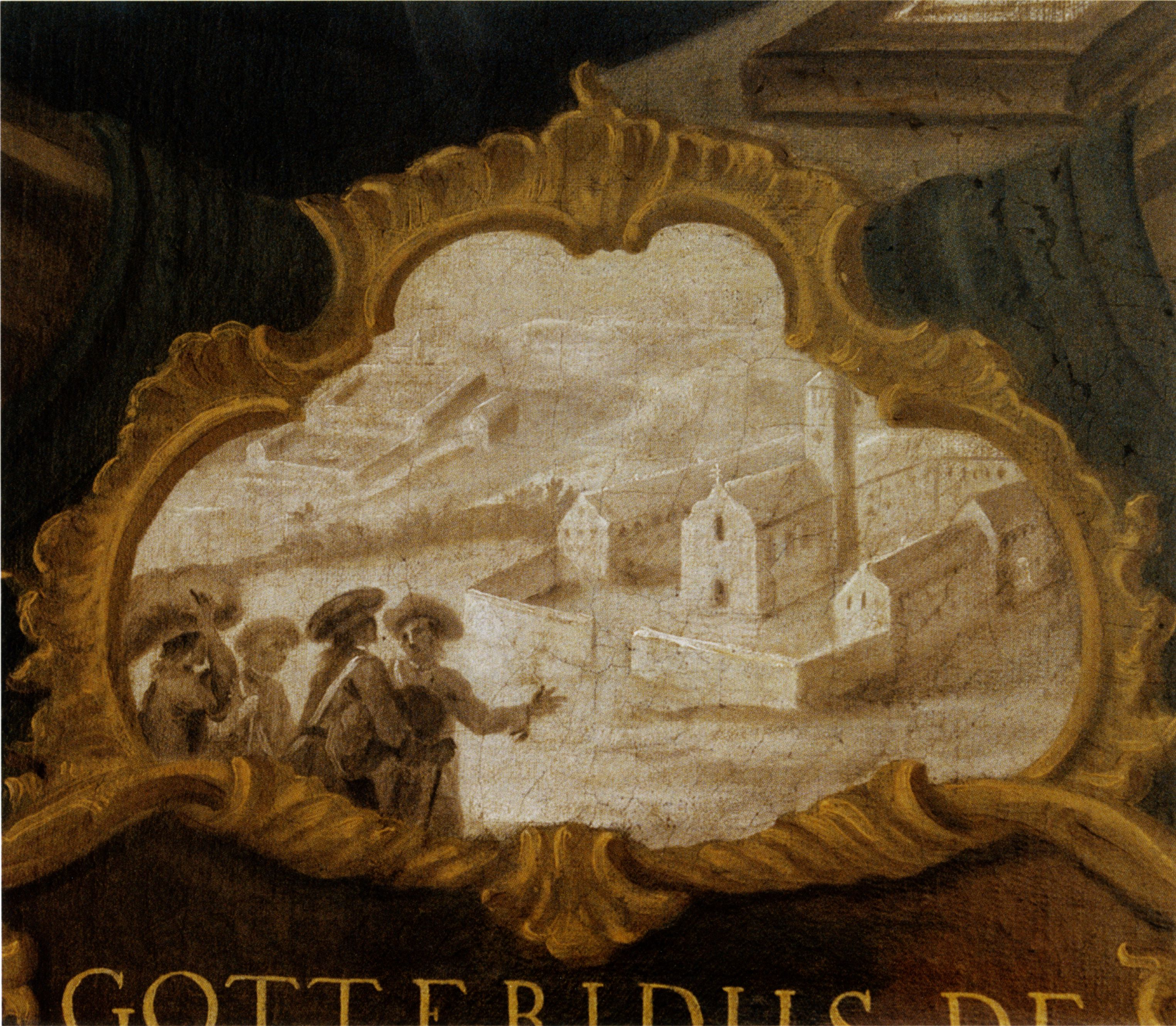
Rückkehr der Kanoniker in ihr Kloster um 1322. Gemälde von Franz Ludwig Hermann um 1752.

Bruno von Haigerloch-Wiesneck besiedelte das Kloster dank Vermittlung Bischof Richwins von Toul mit Kanonikern aus dem Kloster St. Leo in Toul, die jedoch bald durch Deutsche ersetzt wurden. Die Lothringer Chorherren brachten nach der Überlieferung das Gnadenbild mit, um das sich eine Wallfahrt entwickelte und das bis heute in der Wallfahrts- und Pfarrkirche verehrt wird.
Bischof Ulrich I. von Kyburg-Dillingen, selber Augustiner-Chorherr, rief 1125 das Augustiner-Chorherrenstift St. Ulrich und Afra Kreuzlingen in der heutigen Stadt Kreuzlingen, Kanton Thurgau, ins Leben, das für die Geschichte St. Märgens wichtig wurde.

### Besitzungen
Zum Besitz des Klosters zählte in erster Linie Rodungsland in der näheren Umgebung. Hier wurde schon bald eine Abgrenzung zu St. Peter und St. Gallen notwendig. Vom Kloster wurden die Pfarrstellen in St. Märgen, Hüfingen, Wyhl, Scherzingen und Haslach (Freiburg im Breisgau) besetzt. Haslach ging zwar im Laufe der Reformation verloren, dafür kam durch Schenkung 1615 die Pfarrei Zähringen (Freiburg im Breisgau) hinzu. Zudem hatte das Stift Bürgerrecht in Endingen, Villingen und Freiburg.

### Vögte und die ersten zwei Brandkatastrophen
Die päpstliche Zusicherung freier Vogtwahl blieb Theorie. Als Graf Wetzel I. von Haigerloch-Wiesneck, ein Neffe des Gründers Bruno, 1133 Burg Wiesneck verließ, übernahmen die verwandten Grafen von Hohenberg die Vogtei. Von ihnen kam sie 1293 an den Freiburger Ritter Burkard Thurner, etwa 1316 an die Schnewlin, 1372 an die Blumeneck und 1452 wieder zurück an die Schnewlin. Der ständige Streit mit den Vögten zog das Kloster während des ganzen 14. und 15. Jahrhunderts in schwere Mitleidenschaft. Drei Äbte erlitten einen gewaltsamen Tod, nämlich Konrad III., den ein Ritter von Schnewlin 1355 bei Ebnet erschlagen ließ, Berthold Schultheiß, den die eigenen Konventualen 1385 ermordeten, und Johannes II. Schlegele, den die Blumenecker 1401 bei Merdingen töteten.
Fünf Brandkatastrophen haben St. Märgen im Lauf seiner Geschichte heimgesucht. Wie schnell und in welchem Umfang wiederaufgebaut wurde, richtete ich nach den Bedürfnissen und Ressourcen. Dabei waren die Kirche und, als der Konvent in Freiburg im Exil weilte, ein Haus für den Pfarrer vordringlich. Der erste Brand ereignete sich 1284 oder kurz zuvor. Wahrscheinlich wurde sofort wiederaufgebaut.

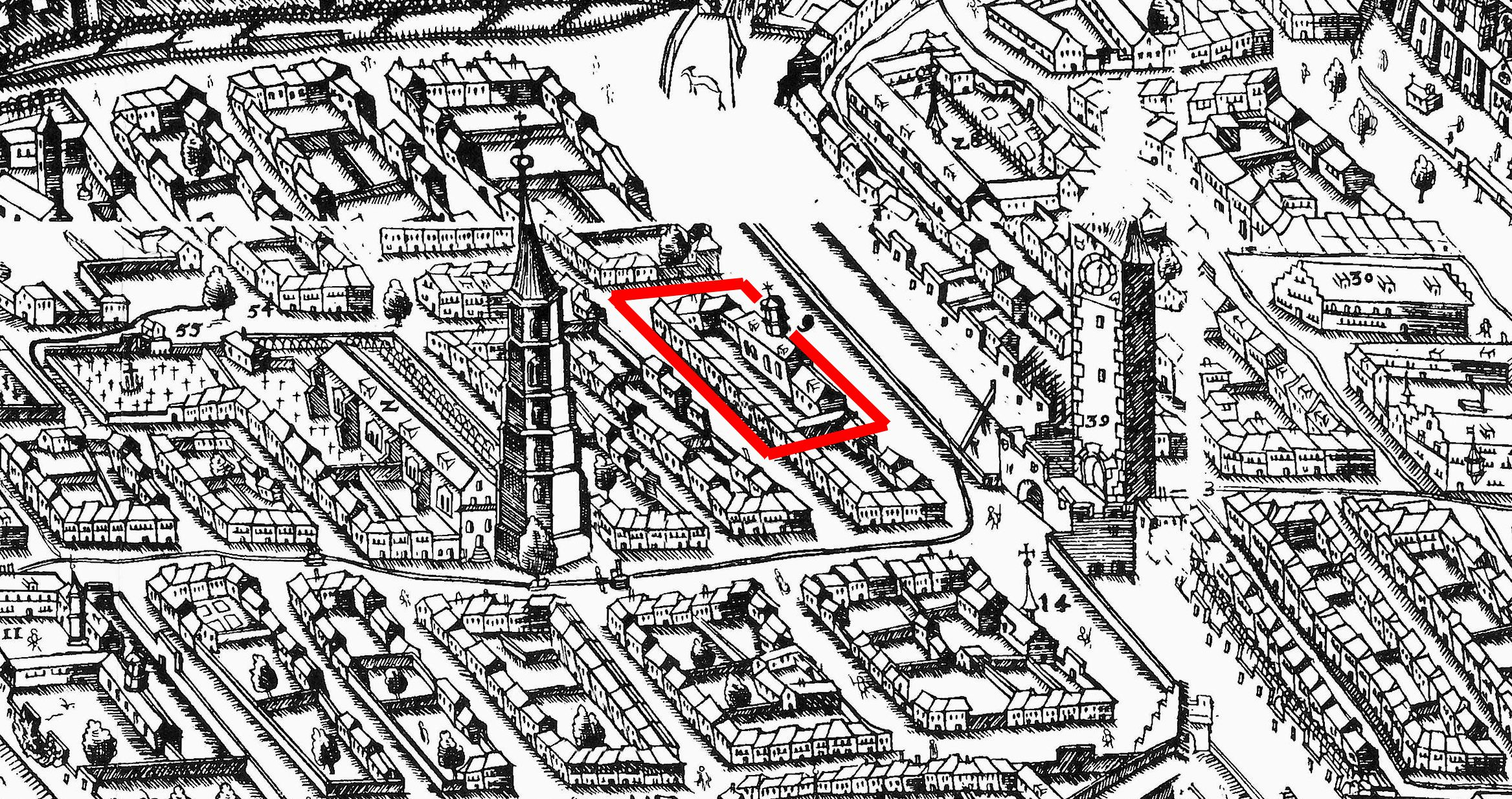
„Alle Hayligen“ (9) zwischen „S. Niclaus Pfarrkirchen“ (2) und „Christoffel Thor“ (39) auf dem Freiburger Stadtplan des Gregorius Sickinger 1589.

Um 1322 – die Schnewlin waren eben Vögte geworden – machte St. Märgen eine so schwere Krise durch, dass der Abt von St. Peter Gottfried von Lötschibach dem Papst darüber berichtete. Der Konvent habe unter Mitnahme der Ornamente und gottesdienstlichen Bücher das Kloster verlassen und gehe seit zwei Jahren betteln. Kirche, Refektorium, Dormitorium, Keller und andere Häuser lägen unverschlossen. Die Altäre seien wie in der Karwoche abgeräumt, transportable Heiligenbilder verschwunden, die Kirche leer wie ein profaner Raum. „Aus dem Schutzvogt war ein Raubvogt geworden“. Die Rückkehr der Kanoniker wenig später ist in einem Porträt Abt Gottfrieds in St. Peter aus dem Jahr 1752 oder 1753 dargestellt, mit der ältesten – weitgehend phantasiegegründeten – Ansicht des Klosters St. Märgen.
1370 beschlossen der St. Märgener Konvent und die Kanoniker des 1302 gegründeten Augustiner-Chorherrenstifts Allerheiligen in der Vorstadt Neuburg von Freiburg im Breisgau wegen beiderseitiger Armut eine Union. Der St. Märgener Abt Werner von Weisweil resignierte, neuer Abt und gleichzeitig Propst von Allerheiligen in Freiburg wurde der 1385 ermordete Berthold Schultheiß.

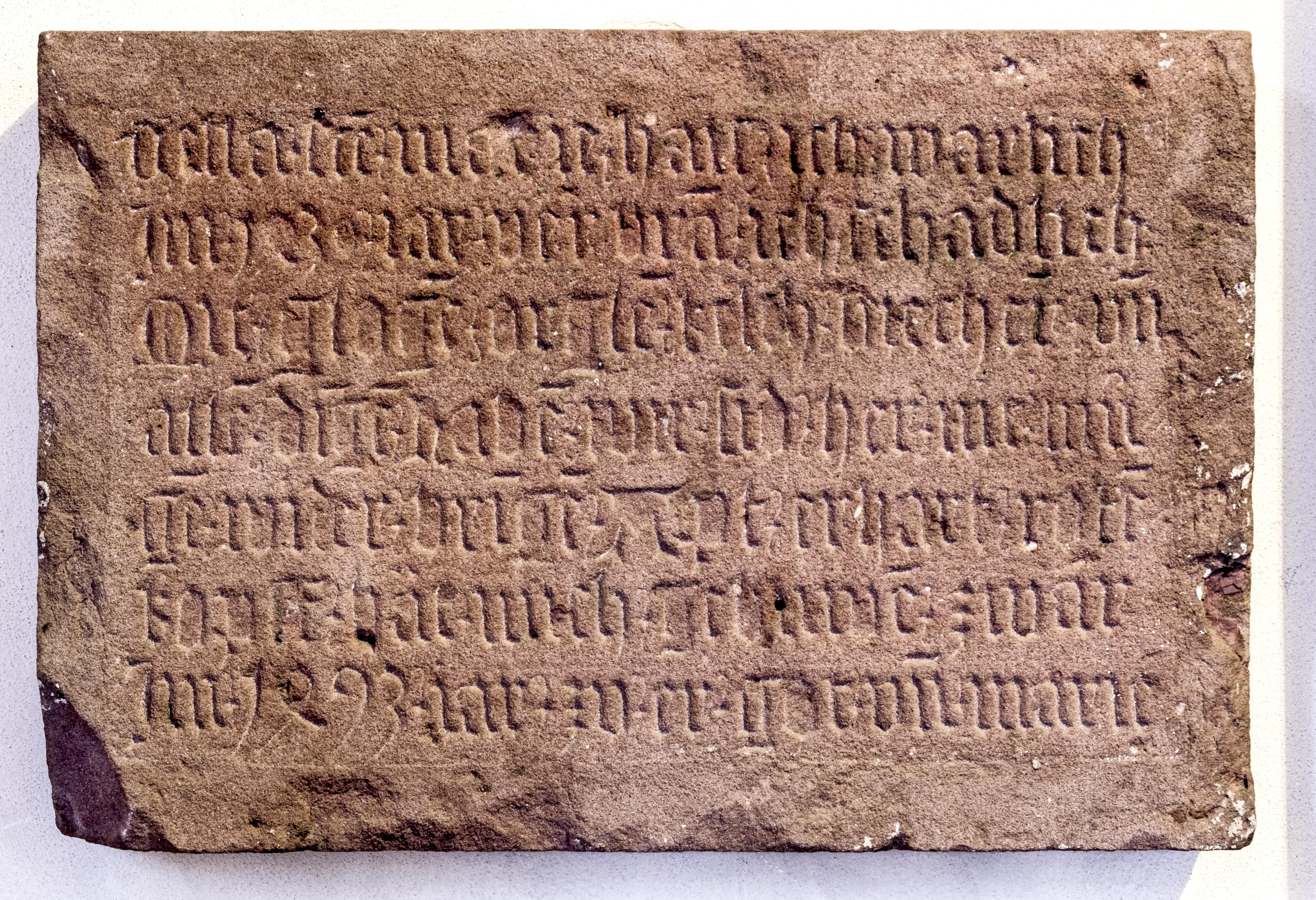
Gedenktafel an den Brand von 1430 innen neben dem Eingang zur Kirche.

Zum zweiten Mal wurde das Kloster 1430 ein Opfer der Flammen. Dieser Brand führte zusammen mit dem unablässigen Streit mit den Vögten dazu, dass der Konvent unter dem vierten Abt nach dem Brand Johannes VI. Fähr († 1474) am 29. April 1462 seinen gesamten Besitz auf dem Schwarzwald, im Wagensteigtal und im Zartener Becken außer der St. Märgener Kirche und dem Zehnt für 4800 fl. der Stadt Freiburg verkaufte, die 1463 auch die Vogtei übernahm. Die wenigen Kanoniker zogen in ihre Propstei Allerheiligen, der die Besitztümer westlich des Schwarzwaldes verblieben. Für Jahrzehnte wurde in St. Märgen nur unregelmäßig die heilige Messe gefeiert.

### Exil in Freiburg
Dem Nachfolger Abt Johannes des VI. Fähr, Erhart Rotenkopf aus Rottweil († 1502), gelang der Rückkauf einiger Rechte von Freiburg und 1493, 63 Jahre nach dem Brand, die Wiederherstellung der Kirche. Er versuchte auch innerklösterliche Reformen, scheiterte aber an seinen Konventualen und an Widerstand aus St. Ulrich und Afra Kreuzlingen. Nachdem 1518 das Kloster Allerheiligen in Freiburg, die Kirche ausgenommen, verbrannt war, wurden die Verhältnisse immer armseliger. 1546 verordnete Abt Gregor von Kreuzlingen, die Vorsteher von Allerheiligen und St. Märgen seien in Zukunft nicht mehr Äbte, sondern Administratoren. Der erste war Mattheus Haber oder Haberkalt († vor 1556). Unter seinem Nachfolger Heinrich von Jestetten († 1573) wurde das Kloster 1560 „ex incuria et negligentia familiae Parochi“ – „wegen Sorglosigkeit und Unachtsamkeit des Pfarrhaus-Gesindes“ – zum dritten Mal durch Feuer zerstört. Erst ab 1578 begann unter dem Administrator – ab 1583 durfte er sich „Propst“ nennen – Ulrich Stehelin aus Hagnau am Bodensee († 1611) der Wiederaufbau.

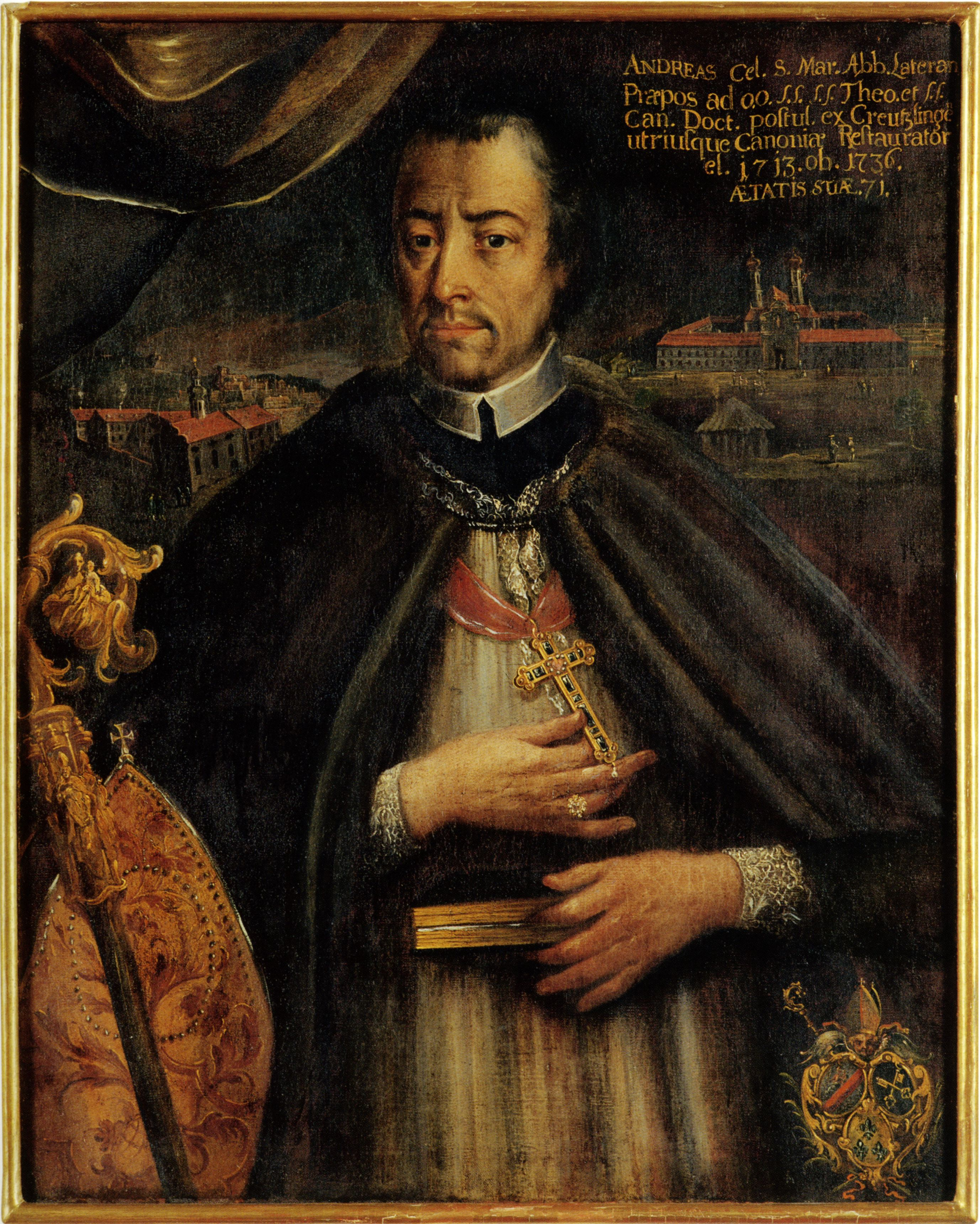
Andreas Dilger 1721.

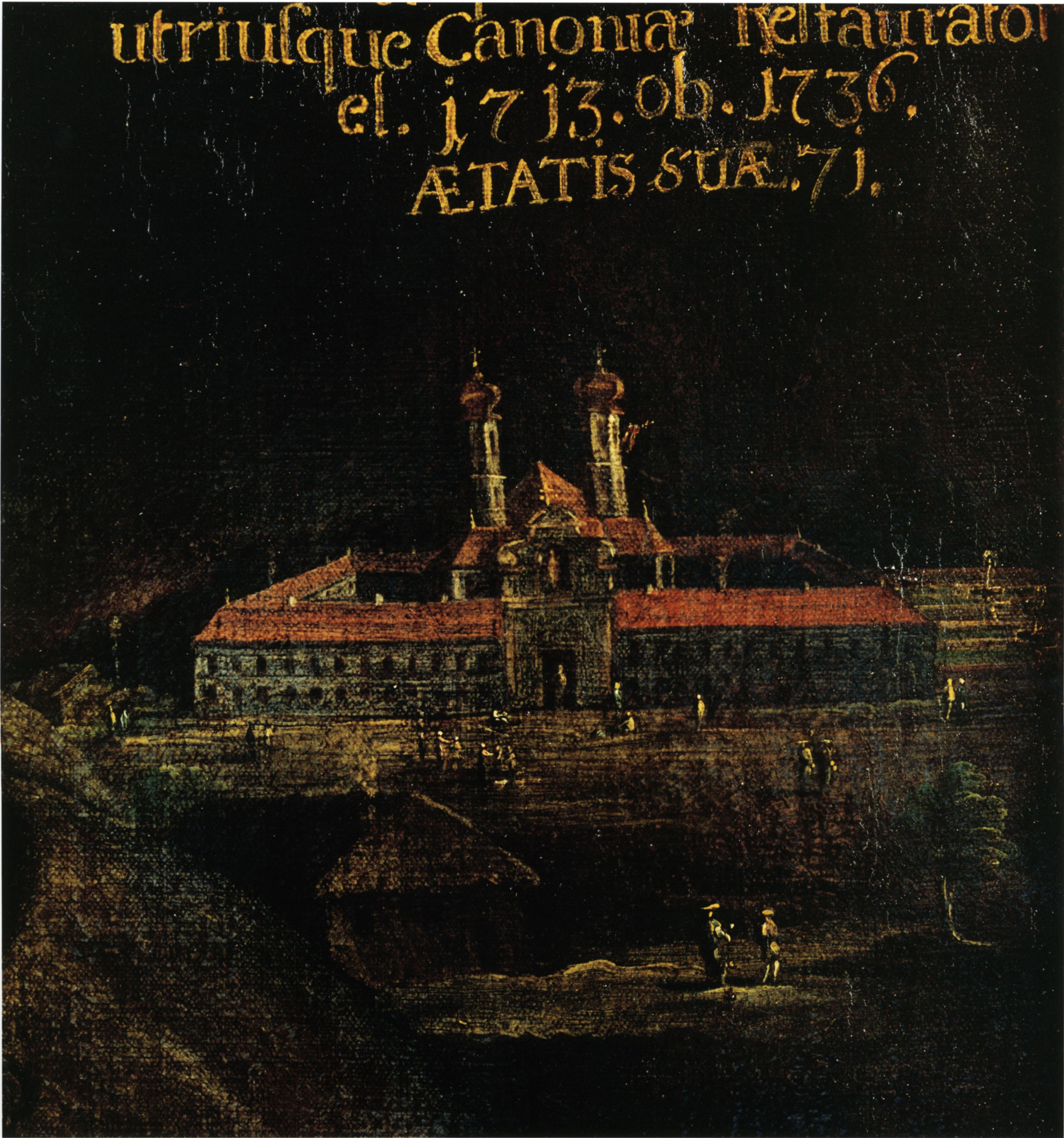
Ausschnitt as Dilgers Porträt mit seiner Idealvorstellung seines Klosters.

Der Dreißigjährige Krieg zerwühlte auch den Breisgau. Als Propst Jakob Geiger aus Langenargen 1635 starb, hatte der Konvent nur noch drei Mitglieder. Sie wählten einen der Ihren, Konrad Henny, zum Propst, der aber 1638 nach Österreich floh und nicht zurückkehrte. Weil Allerheiligen nah der Stadtmauer lag, wurde es 1644 gesprengt, um Angreifern keinen Unterschlupf zu überlassen. Dass die Kirche verschont blieb, wurde dem wundertätigen Gnadenbild zugeschrieben. Als Sébastien Le Prestre de Vauban auf Befehl Ludwigs XIV. Freiburg ab 1678 zur (französischen) Festung ausbaute, wurde auch Allerheiligen endgültig dem Erdboden gleichgemacht. Das Gnadenbild wurde im Kloster der Augustinereremiten untergebracht. Trotz der verzweifelten Lage bemühten sich die Pröpste Adam Schmid aus Freiburg († 1698), Melchior Knoll aus Türkheim im Elsass († 1699) und Dominik Simonis († 1713) aus Freiburg um Rettung. Sie erwarben ein Grundstück in Freiburg, auf dem ein neues Augustiner-Chorherrenstift errichtet wurde, an der Stelle des heutigen Erzbischöflichen Ordinariats. Außerdem gelang der Rückkauf des St. Märgener Meierhofs, dessen Bewirtschaftung einigen Gewinn versprach. Ein besonderes Verdienst von Propst Adam Schmid war die Zusammenstellung einer Chronik St. Märgen. Chronik, Diarium und Register der Besitzungen von St. Märgen und Allerheiligen, heute im Generallandesarchiv Karlsruhe.
Wie bei der Wahl von Propst Konrad Henny 1635 hatte auch bei der Wahl von Propst Dominik Simonis 1699 die Zahl der Konventualen nur drei betragen. Deshalb stellte ihm der Abt von Kreuzlingen seinen eigenen Konventualen Andreas Dilger (* 1665 in Bermatingen; † 1736 in St. Märgen) zur Seite. 1704 wurden im Spanischen Erbfolgekrieg zahlreiche Höfe in der Gegend St. Märgens von Soldaten niedergebrannt. Auch Kirche und Pfarrhaus gingen in Flammen auf, allerdings wieder „ex incuria“ − „wegen mangelnder Vorsicht“ einer Pfarrmagd. Die Stadt Freiburg stellte ihr St. Märgener „Herrenhäuschen“ als Notkirche zur Verfügung. Nachdem Dominik Simonis am 9. Dezember 1713 gestorben war, wurde Andreas Dilger am 22. Dezember zum neuen Propst von Allerheiligen und St. Märgen gewählt. Er führte einerseits den Neubau von Allerheiligen in Freiburg zu Ende, der 1717 geweiht wurde, und errichtete andererseits das Kloster St. Märgen neu. „Es ist erstaunlich, daß er — um sein Kloster überhaupt zu retten — rasch hintereinander zuerst ein richtiges, wenn auch bescheidenes Kloster in Freiburg erbaut hat und unmittelbar darnach einen umfangreichen Kirchen- und Klosterbau in St. Märgen begann.“ Ende 1715 oder Anfang 1716 starteten in St. Märgen die Arbeiten. Am 10. Oktober 1723 kehrte das Gnadenbild in die Kirche zurück, am 28. und 29. April 1725 wurde die Kirche geweiht, am 2. und 3. September 1729 bezogen Dilger und der Konvent ihre neuen Räume, und am Fest Mariä Geburt, dem 8. September 1729, hielten die Stiftsherren zum ersten Mal seit 270 Jahren in ihrer Kirche wieder ein feierliches Konventsamt. „Damit war die Kirche wieder Klosterkirche geworden,“ Andreas Dilger Abt, ein Titel, den der Konstanzer Bischof allerdings erst 1738 für seinen Nachfolger Peter Glunk anerkannte.

### Im neuen Kloster
Peter Glunk (* 1696 in Seppenhofen, heute Ortsteil von Löffingen; † 1766 in St. Märgen) wurde 1736 Andreas Dilgers Nachfolger. Sein Nachfolger wiederum wurde 1766 Michael Fritz (* 1736 in Horb am Neckar; † 1797 in St. Märgen). Ihm folgte 1797 Josef Kurz (* 1743 in Ellwangen (Jagst); † 1830 in Freiburg im Breisgau). Andreas Dilgers, Peter Glunks und Michael Fritz’ Tagebücher sind veröffentlicht (siehe Literatur). Von Josef Kurz ist kein Tagebuch überliefert.
Peter Glunk und Michael Fritz setzten Dilgers Aufbauarbeit fort, und das weitere 18. Jahrhundert wurde eine relativ glückliche Zeit für die beiden unierten Klöster. Abt Dilger ließ 1734 die dem heiligen Judas Thaddäus geweihte Ohmenkapelle, Abt Glunk 1757 die dem heiligen Wolfgang von Regensburg geweihte Kapelle auf dem Thurner neu errichten. 1770 wurde Michael Fritz in die Reihe der Prälaten der breisgauischen Landstände aufgenommen und obendrein „Direktor“ der Theologischen Fakultät der Albert-Ludwigs-Universität Freiburg. 1779 erhielt St. Märgen den Leib des Katakombenheiligen Constantius.
Allerdings wurde seit dem Regierungsantritt der Kaiserin Maria Theresia 1740 der aufgeklärte Absolutismus in den habsburgischen Landen zu einer Bedrohung. Sie verschärfte sich unter Maria Theresias Sohn Joseph II. Die Klöster galten als Stätten des Aberglaubens, Brutstätten der Faulheit und Prasserei. Sie entzögen sich einer zentralen Staatsverwaltung und seien letztlich „unnütz“. Immer mehr Rechte wurden ihnen entzogen, immer neue Steuern auferlegt. 1771 hält Michael Fritz ein Gespräch mit Abt Philipp Jakob Steyrer von St. Peter fest: „Dan die großen Verfolgungen der Clösteren, welche beraiths unß auf dem Hals liegen, und noch mehrere auf unß warthen, haben sowohl dem Herrn Prälathen von St. Peter als mir den Muth niedergeschlagen. Wir sehen auß allen Umständen vorauß, daß der Hof von Wien Weeg und Gelegenhaith suche, alle gestiftete Clöster zu untertruken und derselbe Gütter an sich zu ziehen.“ War Fritz noch ohne Beeinflussung durch die vorderösterreichische Regierung gewählt worden, so war bei der Wahl seines Nachfolgers 1797 ein Regierungskommissar anwesend.

### Säkularisation und jüngste Brandkatastrophe
Abt Kurz amtierte in der Zeit der ersten Koalitionskriege zwischen Frankreich und seinen Machtrivalen. Der Abt von St. Peter Ignaz Speckle berichtet in seinem Tagebuch unter dem 29. April 1800: „Der Bote <...> kam zurück mit der Nachricht, daß zu St. Märgen das Kloster von allen Geistlichen wäre verlassen worden. Nur Domestiken seien noch geblieben. Diese hätten angegeben, die Geistlichen wären Villingen zu gezogen. Überhaupt wäre die Konsternation und Verwirrung zu St. Märgen viel größer als hier. Alles sei voller Flüchtlinge. Man fliehe das Vieh in die Waldungen.“ Derweil ging das Geschacher um die Klöster weiter. 1802 einigte sich die in Regensburg tagende Reichsdeputation in ihrem 1803 ratifizierten „Hauptschluß“, die Klöster zu verstaatlichen. Im Frieden von Pressburg 1805 am Ende des dritten Koalitionskrieges wurde schließlich St. Märgen wie St. Peter mit dem Breisgau dem Kurfürstentum Baden zugesprochen, aus dem 1806 das Großherzogtum Baden hervorging. Im Januar 1806 wurde an der Klosterpforte das badische Wappen angeschlagen, im August die Säkularisation vollzogen, das Kloster mit all seinem Besitz – dazu auch die Propstei Allerheiligen – dem Großherzogtum übergeben. Damit endete die eigentliche Klostergeschichte. In St. Märgen traf die Säkularisation fünfzehn Konventualen. Abt Kurz zog nach Freiburg. Die Patres betreuten zumeist die alten Klosterpfarreien, Pater Joseph Schmidt zum Beispiel (1772–1851), der längstüberlebende, St. Märgen selbst. Dort wurde der südöstliche Klosterflügel (Prälatensüdflügel, siehe unten) Pfarrhaus, ein Teil der Klosterbibliothek Pfarrbücherei. Die Wallfahrt behielt man aus „religiöser und politischer Rücksicht“ bei, auch der drei nahen Wirtshäuser wegen, die den Wallfahrten „zum größten Teil ihren Wohlstand zu verdanken haben“, darunter das „Alte Wirtshaus“, heute „Gasthaus Rößle“, und das „Neue Wirtshaus“, heute „Hotel Hirschen“. Aus Allerheiligen wurde die erste evangelische Pfarrkirche in Freiburg.

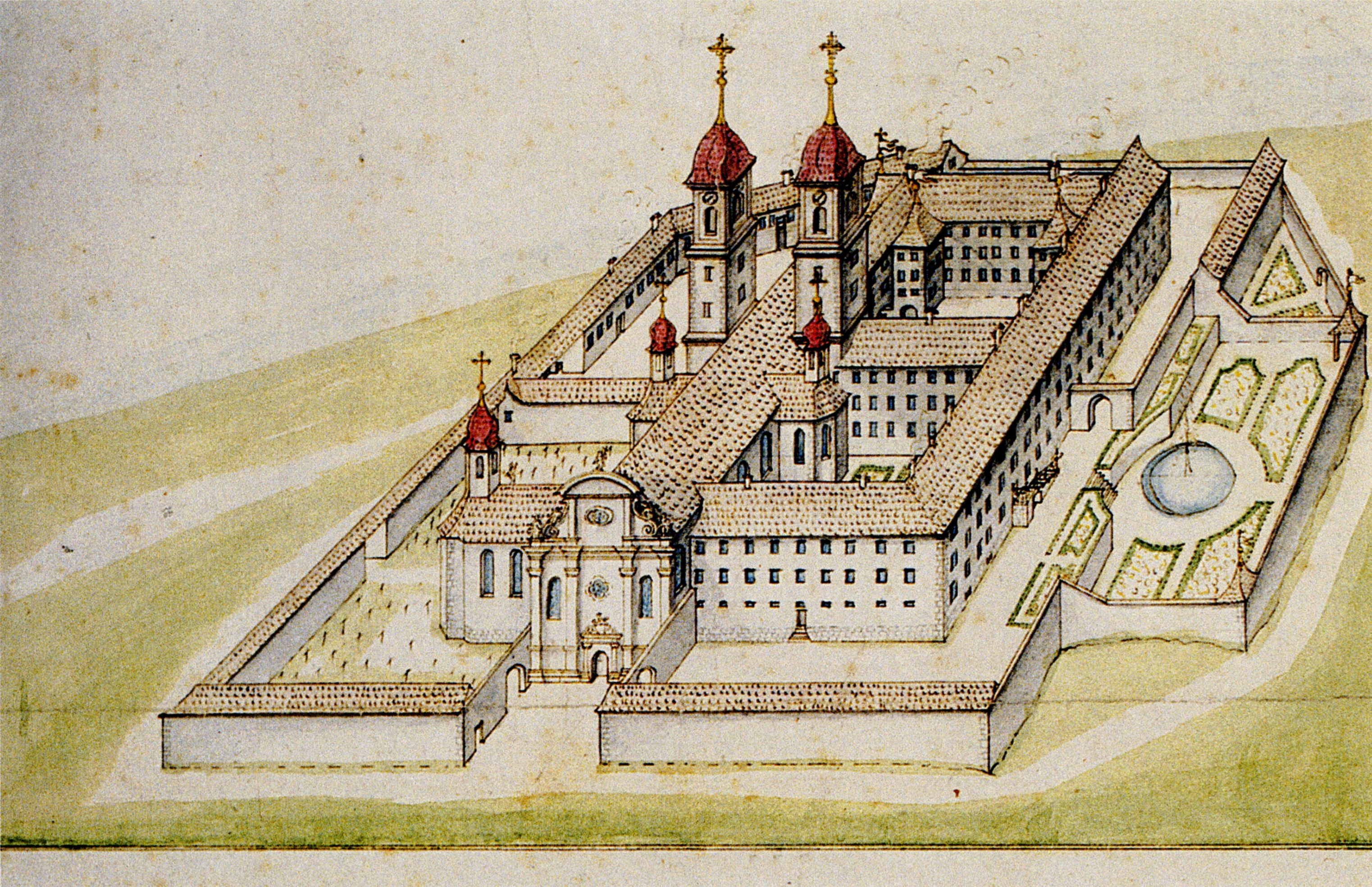
Dilgers und Mathis’ Entwurf 1715.

Am 12. September 1907 schlug ein Blitz in die nicht durch einen Blitzableiter gesicherte Kirche. Sie brannte nebst einigen Nebengebäuden aus, wurde aber umgehend „im alten Stil“ wiederaufgebaut. Das Wallfahrtsbild und die Altarfiguren waren gerettet worden.
1995 bezogen Mönche des Paulinerordens aus Tschenstochau das Kloster und übernahmen die Seelsorge. Doch dauerte das monastische Leben nur kurz. Zum 31. August 2011 wurde die Niederlassung geschlossen, nachdem bekannt geworden war, dass ein Mönch Geld veruntreut hatte.

## Baugeschichte
Die fünf Gebäudegenerationen von
- 1118 (Gründungsbau),
- 1284 (nach dem ersten Band),
- 1493 (nach dem zweiten Brand von 1430),
- 1578 (nach dem dritten Brand von 1560) und
- 1716–1729 (nach dem vierten Brand von 1704, nach dem fünften Brand 1907 wenig verändert wiederhergestellt)

standen und stehen am selben Platz. Von Quellen nördlich der St. Märgener „Rankmühle“ erhalten sie bis heute ihr Wasser. Oberirdisch ist von den ersten vier Generationen praktisch nichts erhalten. Im Klostermuseum werden ein gotischer Buntsandstein-Spitzbogen und ein gotisches Metallgitter aufbewahrt, vielleicht von der Wiederherstellung 1493.

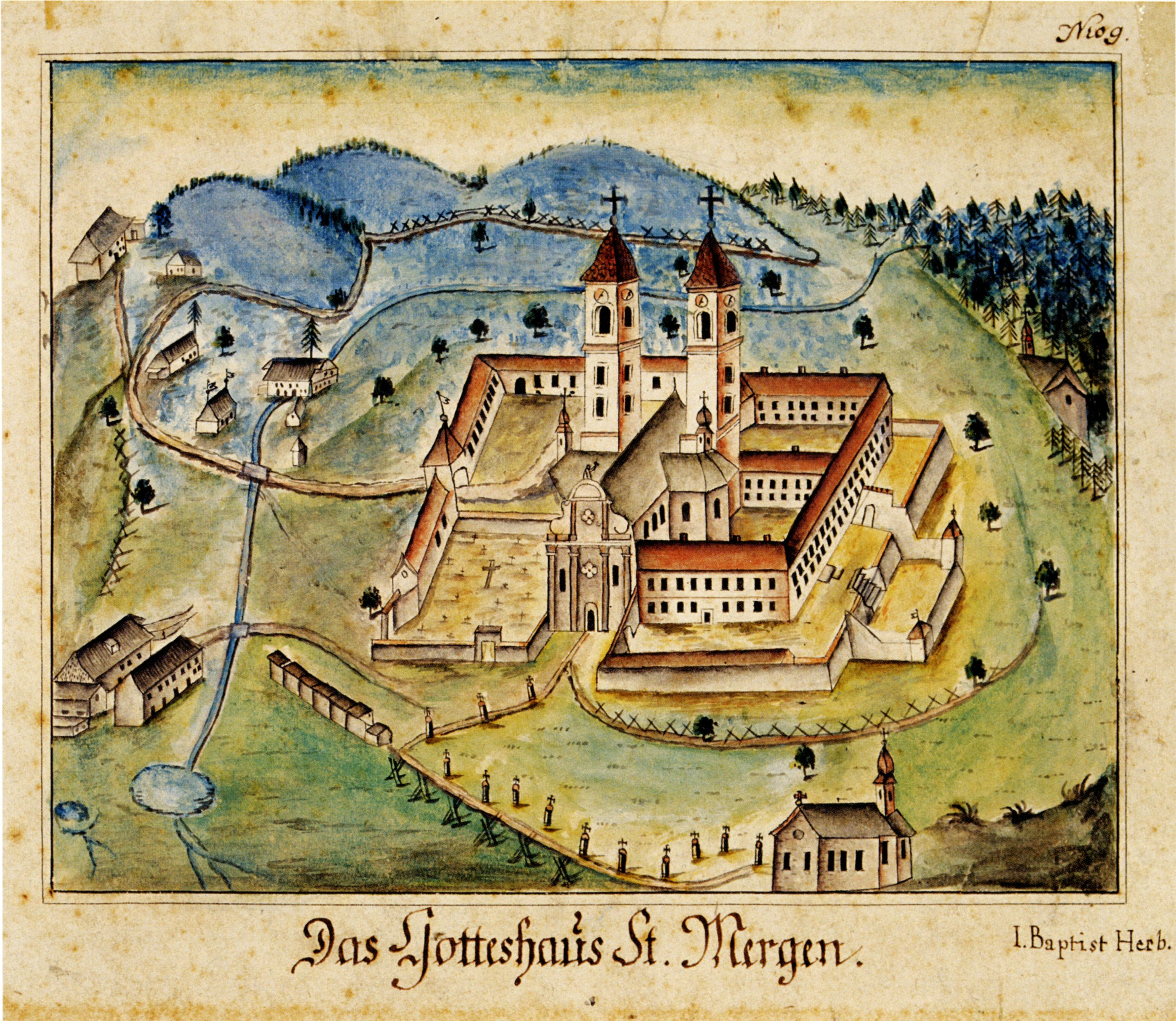
Das Kloster um 1790. Im Vordergrund die Ohmenkapelle. Links jenseits des Grabens der Meierhof und davor das „Neue Haus“, später Gasthof „Krone“.

Die älteste „Ansicht“ des Klosters malte 1752 oder 1753 Franz Ludwig Hermann für die „Äbtegalerie“ des Klosters St. Peter monochrom gelb-braun unter das Porträt Abt Gottfrieds von Lötschibach. Das Bild zeigt die Rückkehr der Mönche nach ihrem Auszug um 1322 und erinnert so an die Hilfe durch Abt Gottfried. Es ist ein Phantasiebild, denn der Bau zur Zeit Gottfrieds war längst vergangen. Jedoch lebte vielleicht in St. Märgen eine Erinnerung an die Vorgängerbauten; eintürmig wären sie dann gewesen, und die Konventsbauten hätten die Kirche hufeisenförmig und zweigeschossig umgeben.
Andreas Dilger baute von Grund auf neu. Seine Idealvorstellung ließ er auf seinem 1721 gemalten Porträt festhalten. Nachdem ein erster Baumeister enttäuscht hatte, beauftragte er Johann Mathis aus Mittelberg (Vorarlberg) (1681–1750), der eben mit der Kirche St. Michael in Löffingen fertig geworden war. Im Herbst 1715 legte Mathis seinen Entwurf vor, bescheidener als Dilgers Ideal. Darin bekrönt ein segmentbogiger Giebel mit aufgesetzten Figuren die Westfassade der Kirche. Die eigentlichen Klostergebäude sind dreigeschossig mit Ausnahme des über den Kellern zweigeschossigen Westflügels. Im Norden liegen eingeschossige Nebengebäude. Im Großen und Ganzen wurde dieser Plan eingehalten. Ende 1715 oder Anfang 1716 begannen die Arbeiten. Bereits Ende 1716 konnte im zuerst in Angriff genommenen Chor die heilige Messe gelesen werden. 1719 war die ganze Kirche provisorisch fertig.
Von 1724 bis 1730 entstand der Konvent- oder Kollegiatbau südlich des Kirchenschiffs um den „Konventhof“ mit dem Refektoriumsflügel im Süden, wo auch der Abt wohnte, dem Sakristeiflügel im Osten und dem Pfortenflügel im Westen. Die Bauleitung hatte wieder Johannes Mathis. Anders als im ersten Entwurf wurden durchweg nur zwei Geschosse errichtet. In diese Räume zogen Dilger und seine Patres 1729 ein. Von 1738 bis 1742 errichtete ein anderer Baumeister, Franz Joseph Vogel (1684 oder 1686 bis 1756) aus Wettenhausen, jetzt schon unter Abt Peter Glunk, den östlich an den Refektoriumsflügel anschließenden Prälatensüdflügel im Süden des „Prälatenhofs“. Hier lagen Repräsentationsräume und Gäste-Appartements. Vogel hatte schon vorher als Stuckateur im Kloster gearbeitet. In einem dritten Bauabschnitt errichtete Baumeister Johann Baptist Häring (1716–1790) aus Immendingen schließlich von 1761 bis 1763 den Prälatenost- und -nordflügel mit Gäste-Appartements und dem Kapitelsaal sowie den Torbogen vom Prälatennordflügel zum Chor der Kirche. Parallel zu diesen Bau- liefen Ausstattungsarbeiten wie zwischen 1735 und 1744 die Anfertigung der Altäre der Kirche durch den Schreiner Johann Martin Hermann (um 1700–1782) aus Villingen und den Bildschnitzer Matthias Faller. 1790 wurde der barocke Westgiebel der Kirche abgebrochen. So erreichte das Kloster die Wende vom 18. zum 19. Jahrhundert.

Säkularisation und heutiges Kloster
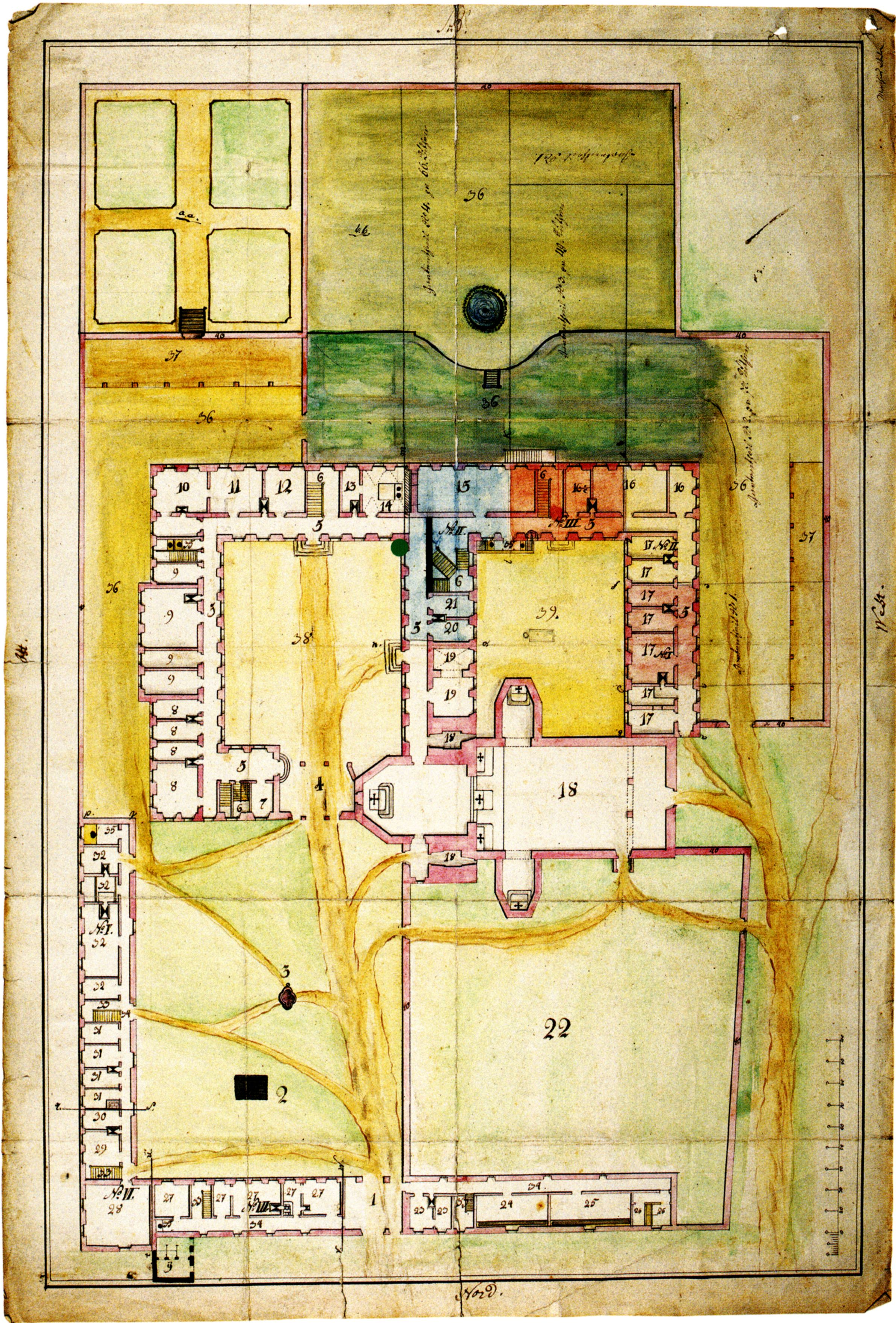
Kloster um 1800. Norden unten. Friedhof (22), äußerer Hof mit Brunnen (3), Prälatenhof (38), Konventhof (39). Die vier 1813 an Private verkauften Konventsteile farblich unterschieden.
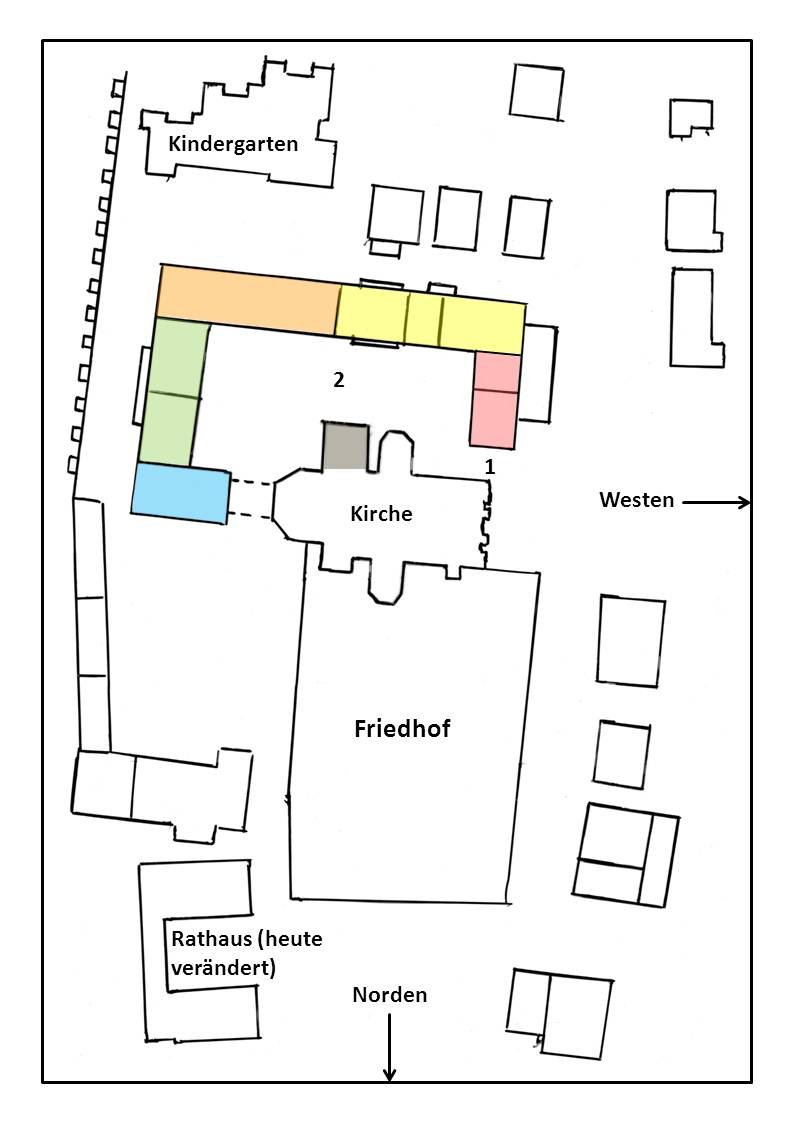
Kloster heute. Pfortenflügel rosa mit (1) Lücke seit 1813, Refektoriumsflügel gelb, Sakristeiflügel grau mit (2) Lücke seit 1907, Prälatensüdflügel ocker, Prälatenostflügel grün, Prälatennordflügel blau.
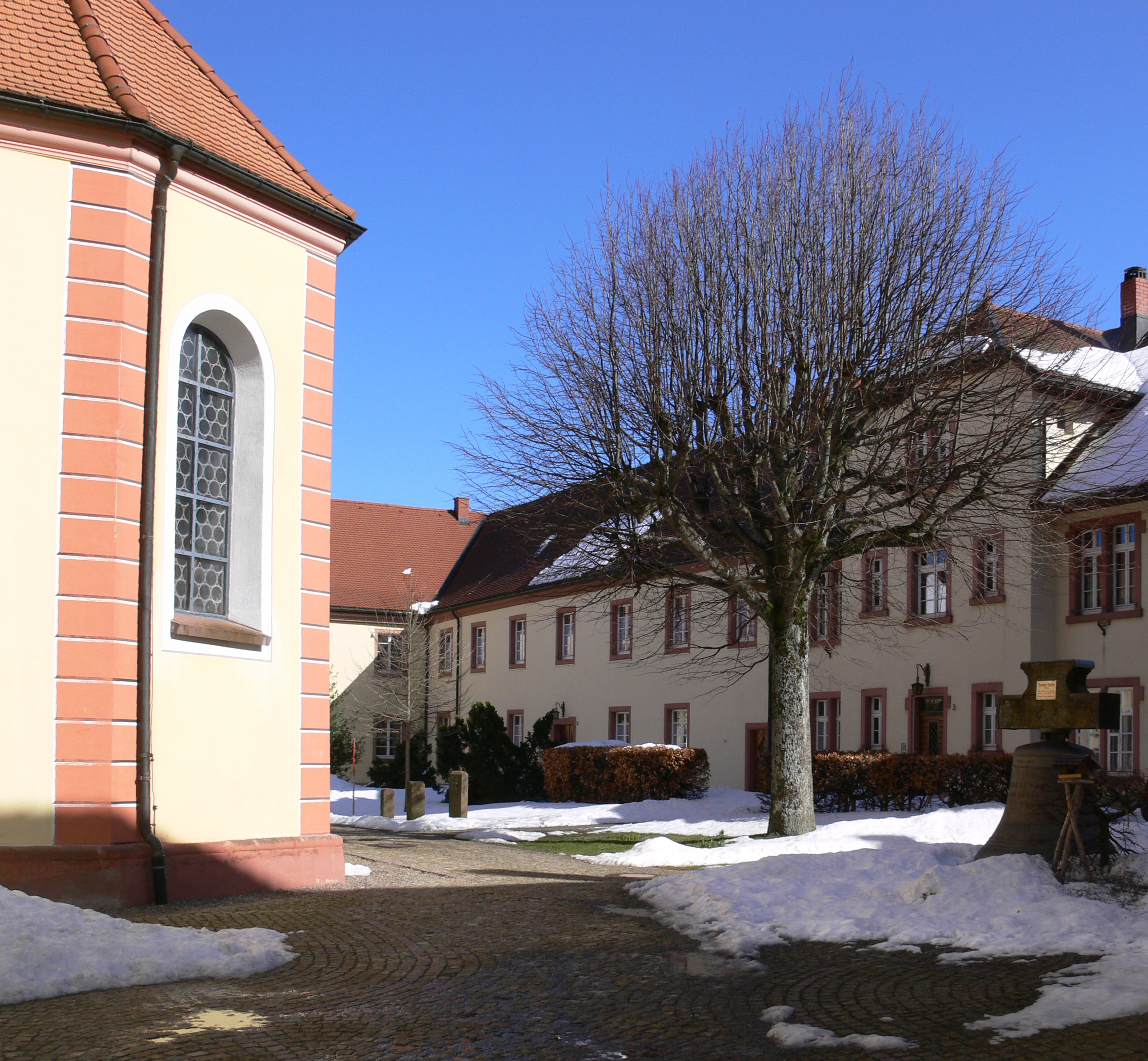
Prälatensüdflügel.
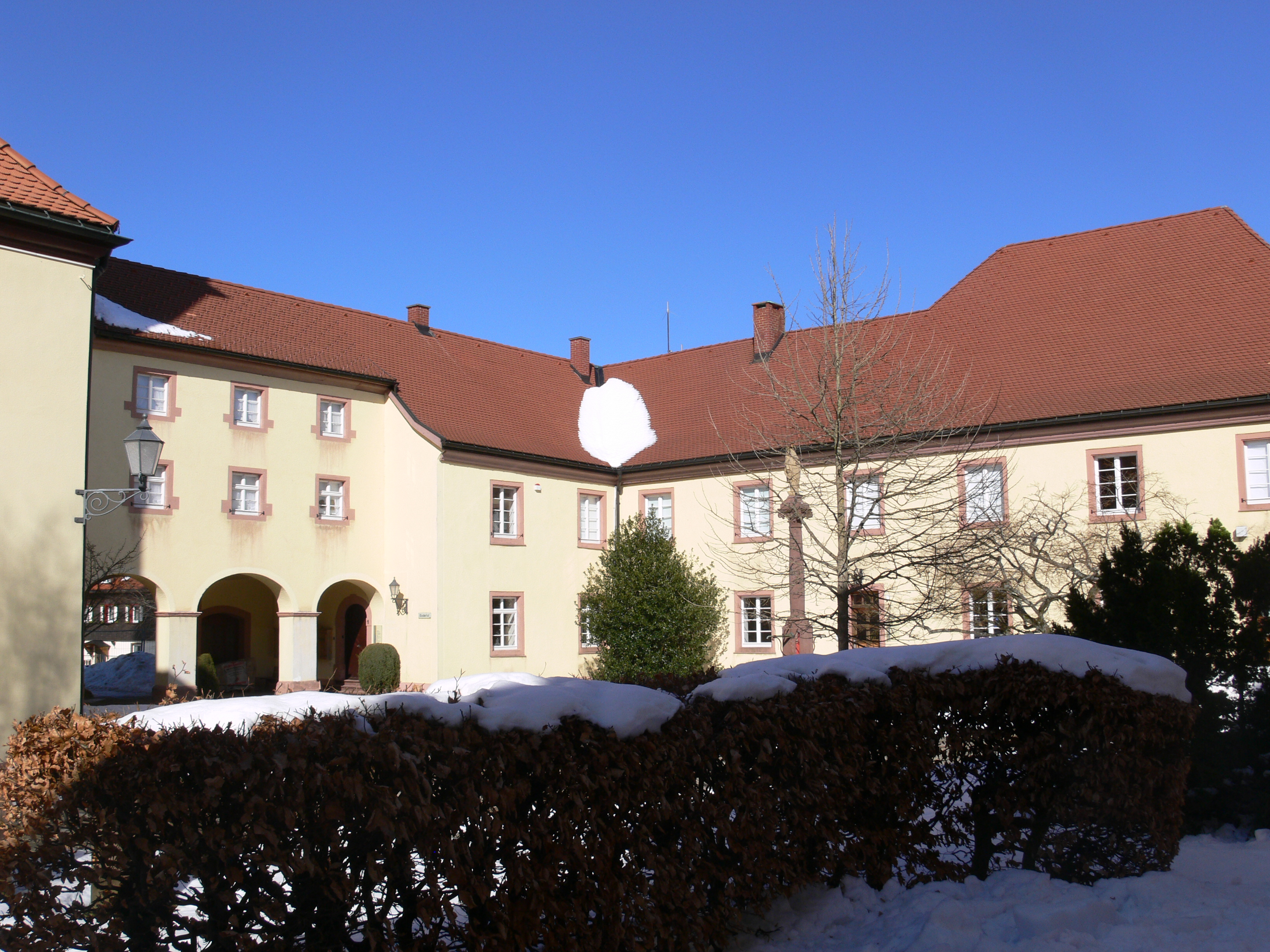
Prälatenost- und -nordflügel.
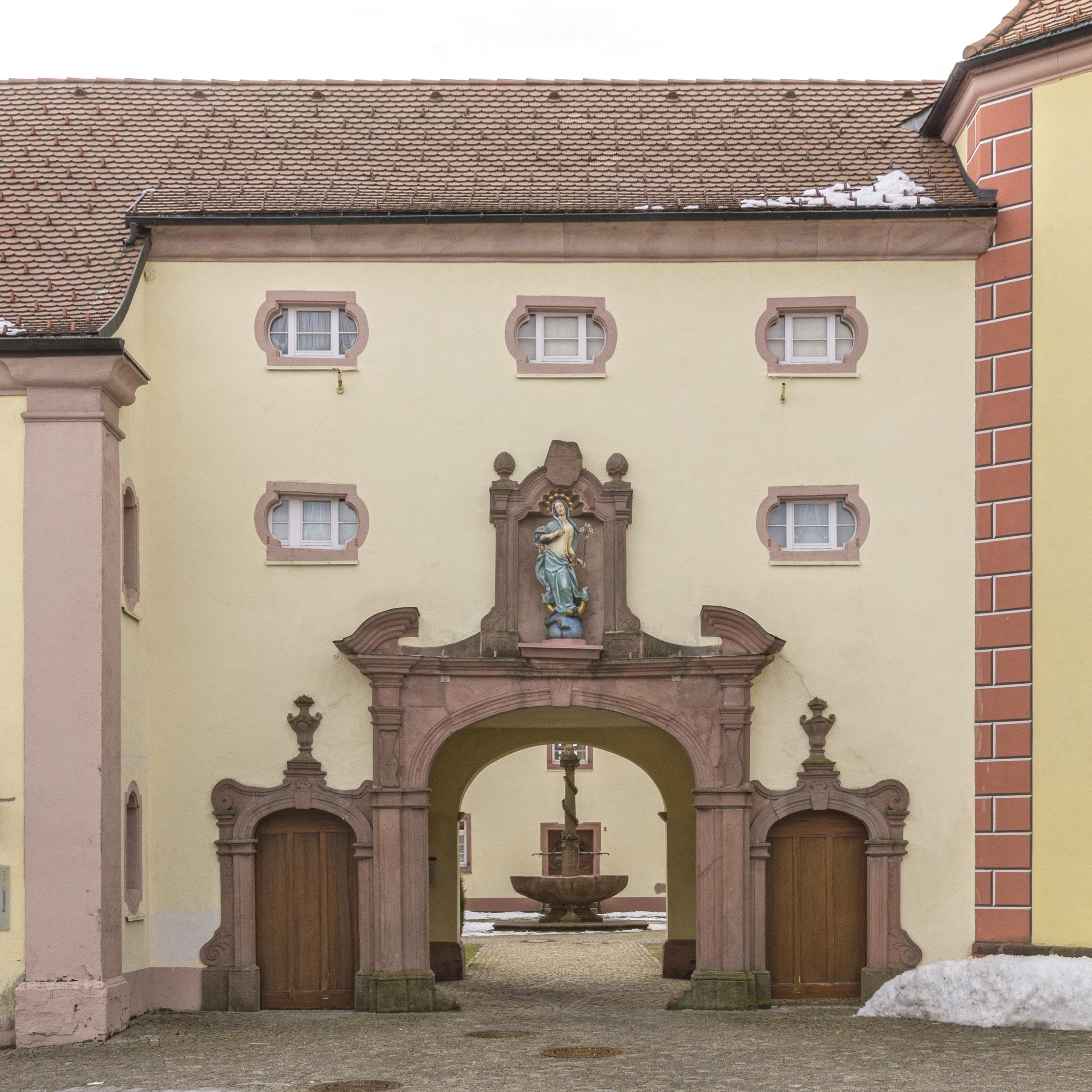
Prälatennordflügel mit Durchgang zum Prälatenhof.
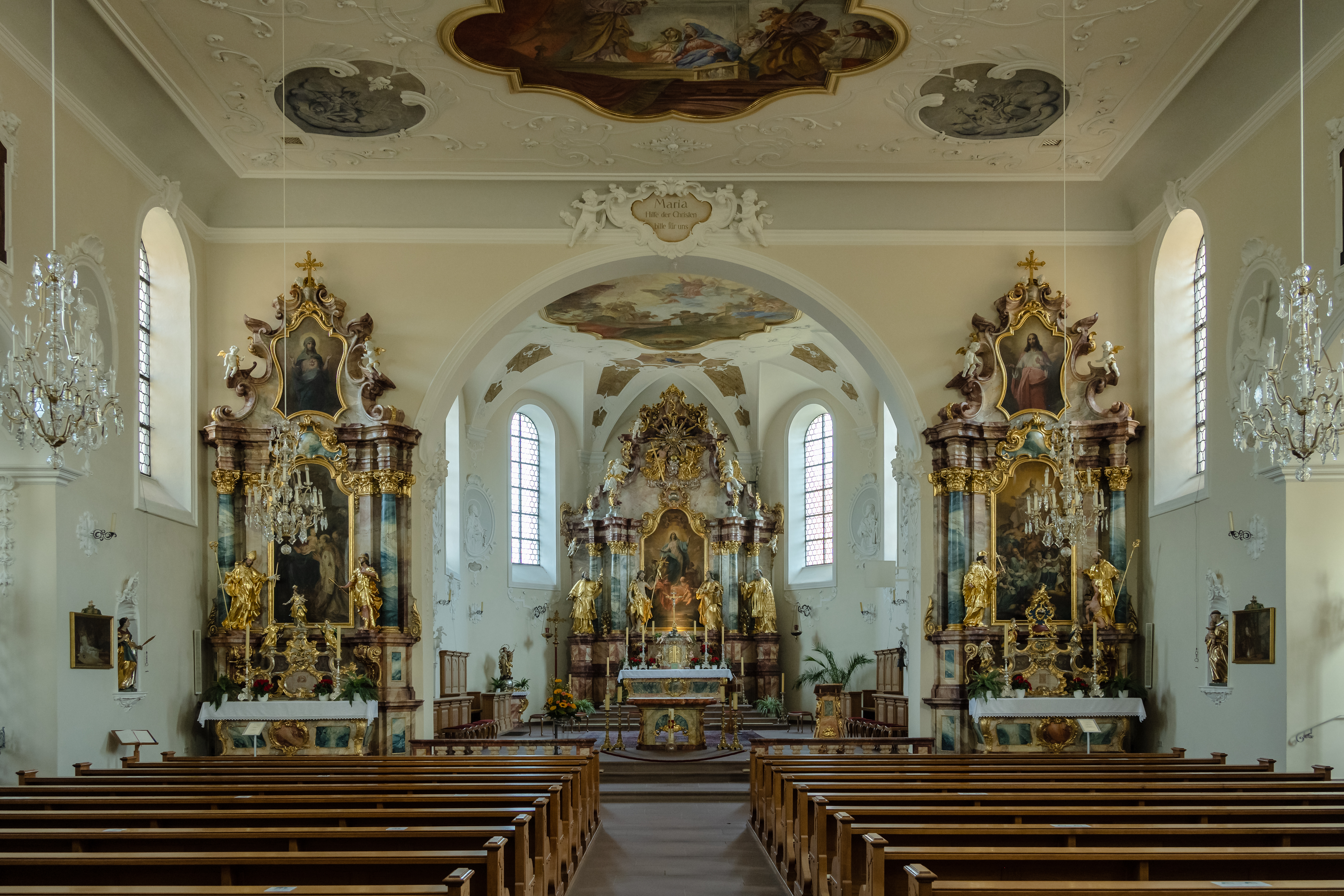
Inneres der Kirche
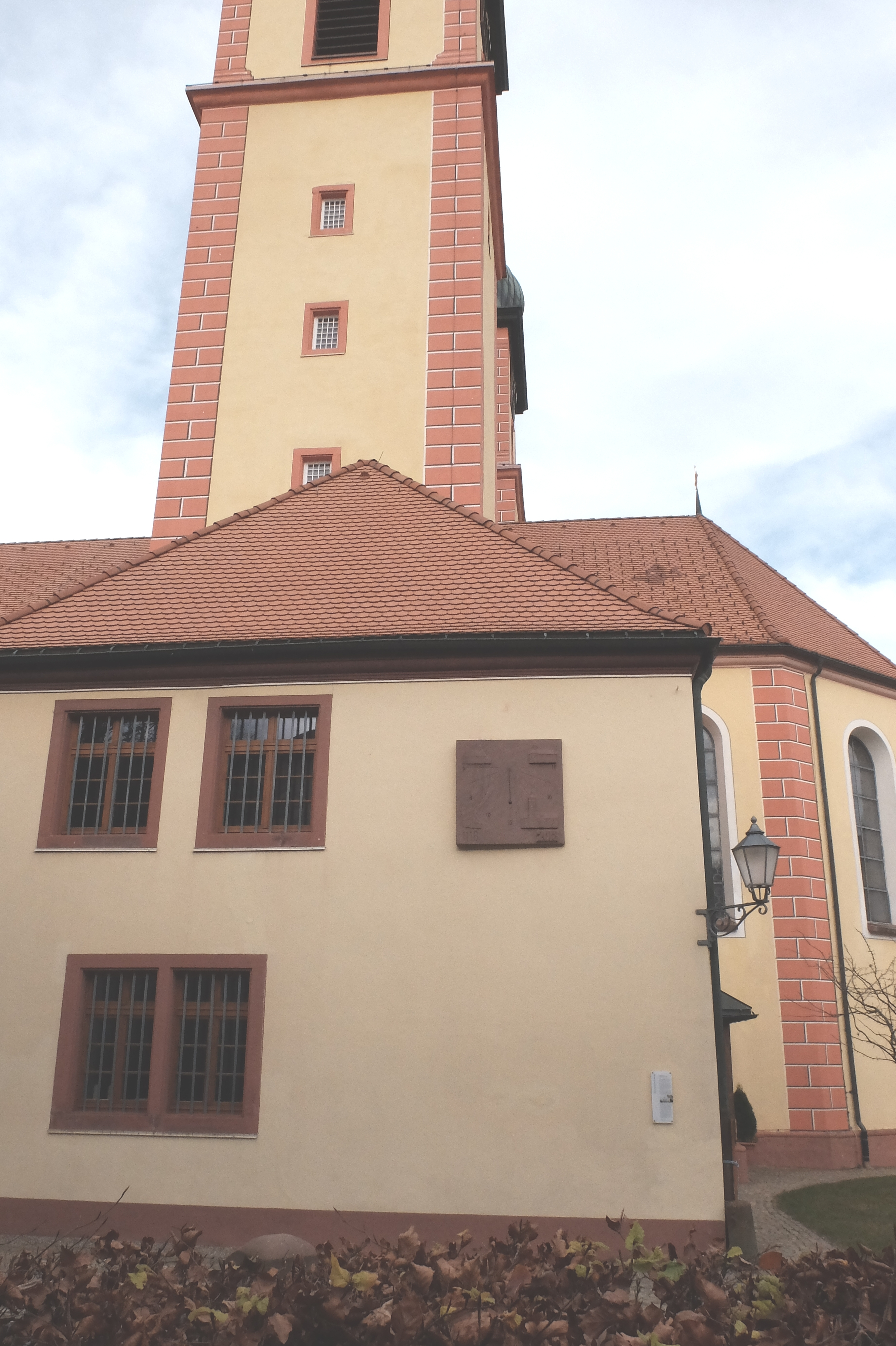
Sonnenuhr im Klosterhof
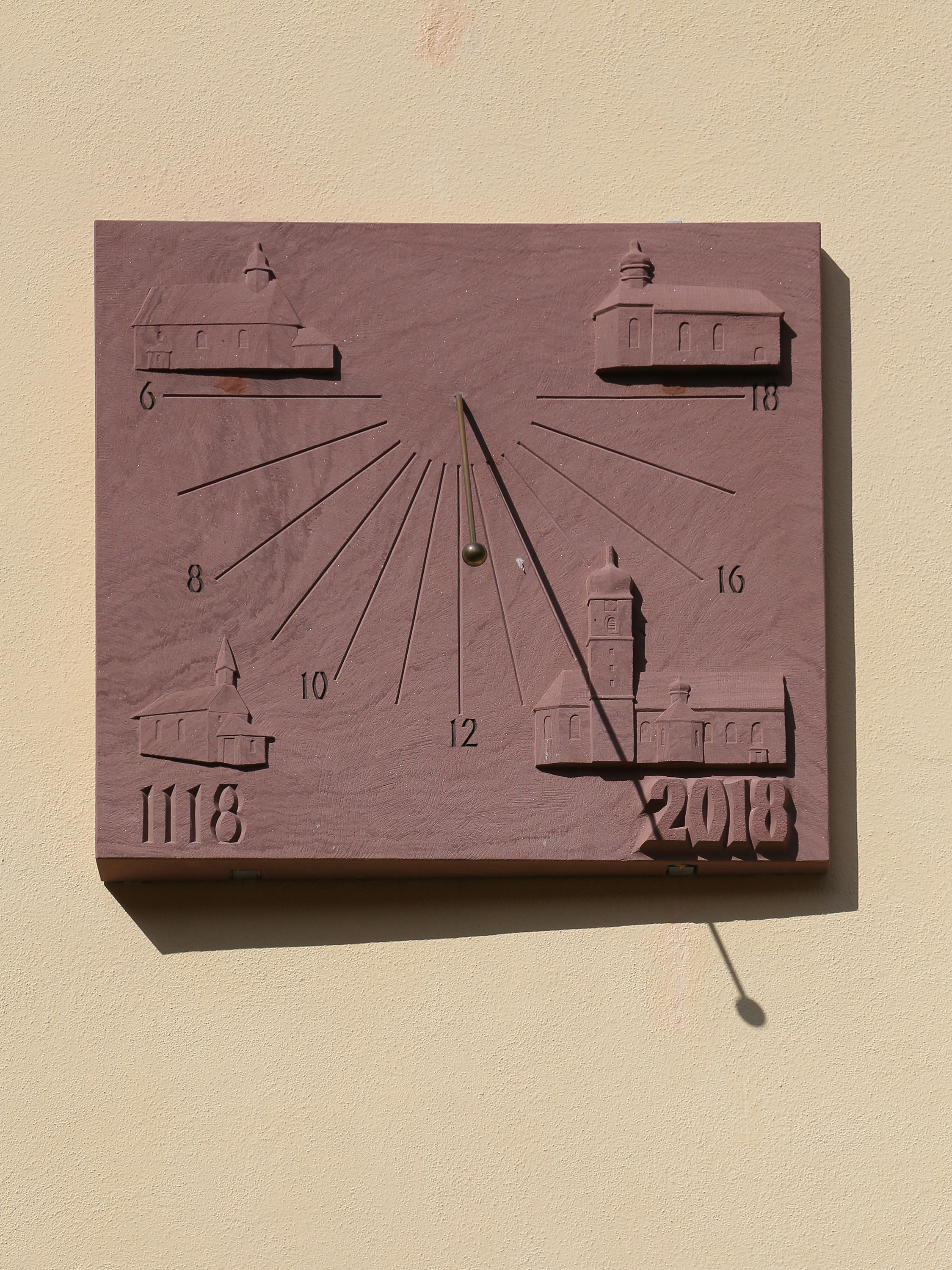
Sonnenuhr im Klosterhof
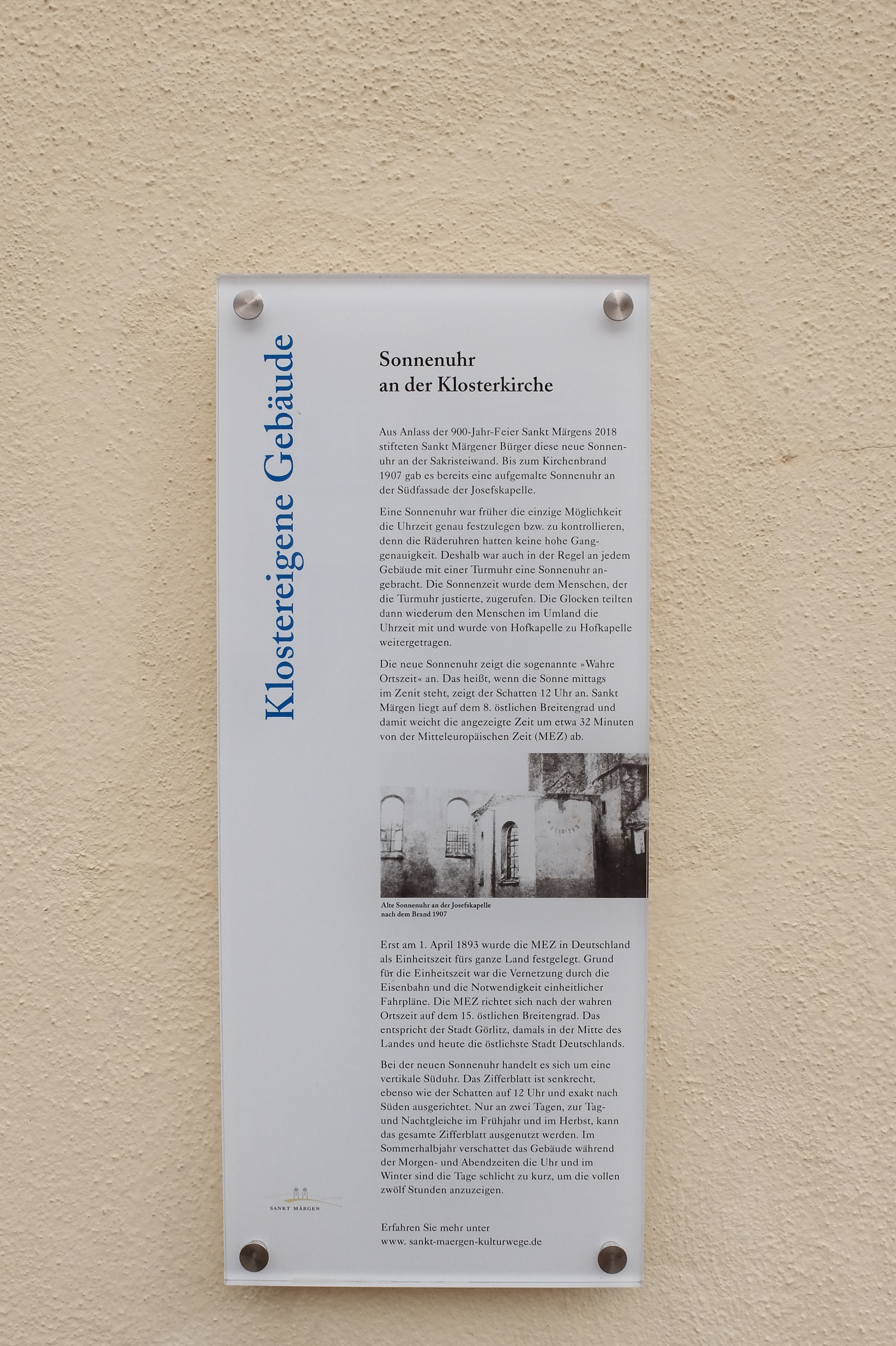
Sonnenuhr, Erläuterungstafel

Mit der Säkularisation begannen die Verluste. Der größte Teil des Konventbaus wurde 1813 an Privatpersonen verkauft. Der Pfortenflügel wurde, wo er an die Kirche stieß, zwei Zimmer breit abgerissen, um eine Durchfahrt zu gewinnen. Der Prälatensüdflügel wurde Pfarrhaus und ist es bis heute. Die Prälatenost- und -nordflügel blieben zunächst beim Großherzogtum, wurden aber 1858 an die politische Gemeinde verkauft, die einige Räume für ihre Verwaltung nutzte, andere vermietete. 1859 und 1860 wurden große Teil der Nebengebäude um den äußeren Hof abgebrochen, um Platz zu schaffen für eine Friedhofserweiterung nach Norden. „Damit verlor der Klosterkomplex sein ursprüngliches Aussehen; eine neue Zeit war endgültig angebrochen.“ Dem Brand von 1907 fielen außer der Kirche auch die Gebäude um den Konventshof zum Opfer. Der Prälatensüdflügel blieb verschont, weil Pfarrer Adolf Albicker (1843–1918, Pfarrer seit 1885) gegen den Refektoriumsflügel eine Brandwand errichtet hatte. Der Sakristeiflügel wurde bis auf die Sakristei selbst nicht wieder aufgebaut, so dass ein einheitlicher Hof entstand. 2007 bezog die Gemeindeverwaltung ein eigenes Rathaus. Heute beherbergen der Prälatennordflügel und das Obergeschoss des Prälatenostflügels das Klostermuseum.

## Konventsräume
Die erhaltenen Flügel – Prälatensüd-, ost- und -nordflügel – enthalten Räume mit der Ausstattung der Erbauungszeit. Dazu gehört der ehemalige Kapitelsaal, jetzt Teil des Museums, mit stuckierter Tür und Decke. Am aufwendigsten geziert ist der 1771 „bestes Gastzimmer“ genannte Eckraum im Obergeschoss der Schnittstelle von Prälatensüd- und -ostflügel. Abt Glunk ließ Wessobrunner Stuckateure des Trupps von Josef Wagner (1707–1764), einem langjährigen Mitarbeiter von Johannes Schütz, die Decke stuckieren, mit Motiven der vier Jahreszeiten in den Ecken. Im Zimmer steht ein alter Kachelofen.

## Liste der Vorsteher von St. Märgen und Allerheiligen
Die Liste ist dem Aufsatz von Wolfgang Müller (1969) entnommen und auch enthalten in Irtenkauf und Hog (2010). Sie ist gegliedert in Vorsteher vor und Vorsteher seit der Union von 1370.

### Äbte von St. Märgen vor der Union
- Dietrich (ohne Datum)
- Otto (1125)
- Hartmann (1145)
- H. (1215, 1217)
- Konrad I. (1244, 1258)
- Werner (1265, 1277)
- Konrad II. (1284, 1294)
- Peter I. (1297, 1300)
- Dietmar von Hunaweier (1308, 1322)
- Johannes I. (1329–1340)
- Konrad III. (1340–1355; ermordet)
- Werner von Weisweil (1356–1370; resigniert)

### Pröpste von Allerheiligen vor der Union
- Hermann (1300, 1302)
- Werner (1329)
- Heinrich Wibeler (1306, 1311)
- Johannes (1314, 1315)
- Konrad (1316, 1324)
- Werner (1329)
- Heinrich Melvinger (1335, 1357)
- Nikolaus von Hochdorf (Freiburg im Breisgau) (1358–1370)
- Bertold Schultheiß von Hüfingen 1370

### Äbte von St. Märgen und Pröpste von Allerheiligen
- Bertold Schultheiß von Hüfingen (1370–1385; ermordet)
- Johannes II. Schlegele (1388–1401; ermordet)
- Johannes III. Baldinger (1401–1407)
- Johannes IV. Stempfer (1407–1424)
- Peter II. Zimmermann (1428–1430)
- Rudolf Müller aus Villingen (1436, 1437)
- Antonius Schreiber (1437–1451)
- Johannes V. Zimmermann aus Villingen (1453–1461)
- Johannes VI. Fähr (1461–1474)
- Erhart Rotkopf aus Rottweil (1474–1502)
- Lukas Wetzel aus Herrenberg (1503–1516)
- Leonhard Wolf (1517–1537)

### Administratoren von Allerheiligen
- Mattheus Haber oder Haberkalt (1540, 1546)
- Heinrich von Jestetten (1546–1573; resigniert)
- Michael Pantelin aus Günzburg (1573–1574)
- Ulrich Stehelin aus Hagnau am Bodensee (1574–1609; ab 1583 Propst; resigniert)

### Pröpste von Allerheiligen
- Jakob Geiger aus Langenargen (1609–1635)
- Konrad Henny (1635–1647; † in Österreich)
- Christoph Angerer (1649–1675)
- Georg Konrad aus Rapperswil (1675–1682)
- Adam Schmid aus Freiburg (1682–1698)
- Melchior Knoll aus Türkheim im Elsass (1698–1699)
- Dominik Simonis aus Freiburg (1699–1713)

### Äbte von St. Märgen
- Andreas Dilger aus Bermatingen (1713–1736)
- Peter Glunk aus Seppenhofen, heute Teil von Löffingen (1736–1766)
- Michael Fritz von Horb am Neckar (1766–1797)
- Josef Kurz aus Ellwangen (Jagst) (1797–1806; Aufhebung des Klosters)